# Леонтьев, Василий Кузьмич
Василий Кузьмич Леонтьев (1900—1942) — участник Гражданской войны, дважды Краснознамёнец (1921, 1922).

## Биография
Василий Леонтьев родился в 1900 году в деревне Верхнее Качеево (ныне — Алькеевский район Татарстана). В феврале 1917 года Леонтьев был призван на службу в российскую армию, служил писарем в штабе корпуса. Осенью 1918 года Леонтьев пошёл на службу в Рабоче-крестьянскую Красную Армию. Участвовал в боях Гражданской войны, будучи сначала наводчиком пулемёта, а затем разведчиком 239-го стрелкового полка 27-й стрелковой дивизии. Неоднократно отличался в боях.
Приказом Революционного Военного Совета Республики № 41 от 5 февраля 1921 года наводчик пулемёта Василий Леонтьев был награждён орденом Красного Знамени РСФСР.
Вторично отличился при подавлении Кронштадтского восстания в марте 1921 года. Приказом Революционного Военного Совета Республики № 65 от 10 марта 1922 году пулемётчик Василий Леонтьев вторично был награждён орденом Красного Знамени РСФСР.
В 1922 году Леонтьев был демобилизован. Работал на шахтах, в органах ОГПУ СССР, продавцом в сельском магазине. В начале 1930-х годов вернулся на родину, жил в селе Чувашское Бурнаево в Татарской АССР, работал заведующим молочной фермой, председателем правления сельской потребкооперации, председателем колхоза. В мае 1942 года Василий Леонтьев был повторно призван на службу в Рабоче-крестьянскую Красную Армию. Служил в тыловых частях на партийно-политических должностях. Скончался 8 декабря 1942 года в Москве. 

## Память
Судьбу Леонтьева удалось установить лишь в начале 1960-х годов после ряда запросов от его родственников.